# Armadillidium cephalonicum
Armadillidium cephalonicum is een pissebed uit de familie Armadillidiidae. De wetenschappelijke naam van de soort is voor het eerst geldig gepubliceerd in 1929 door Strouhal.